# Flaw (album)
Flaw jest drugim albumem zespołu Flaw. Zespół wydał go bez wydawcy.

## Lista utworów
1. "Untitled" - 2:52
2. "Crutch" - 3:31
3. "Just Another Lie" - 3:29
4. "Amendment" - 5:45
5. "Fall Into This" - 4:52
6. "Sterile" - 4:29
7. "53" - 4:05
8. "Disgusted" - 5:01
9. "Sympathy" - 3:19
10. "Independence" - 4:59
11. "Scheme" - 4:33
12. "New Project" - 3:30